# باول كونواي (أمين الأرشيف)
باول كونواي (بالإنجليزية: Paul Conway)‏ هو أمين الأرشيف أمريكي، ولد في 7 سبتمبر 1953.